# Juan de Lisboa
Juan de Lisboa (auch Juan de Lixboa) ist eine Phantominsel, die sich südöstlich der Insel Madagaskar im Indischen Ozean befinden sollte. Sie wurde häufig gemeinsam mit Dos Romeiros, einer weiteren Phantominsel, in Karten eingetragen.

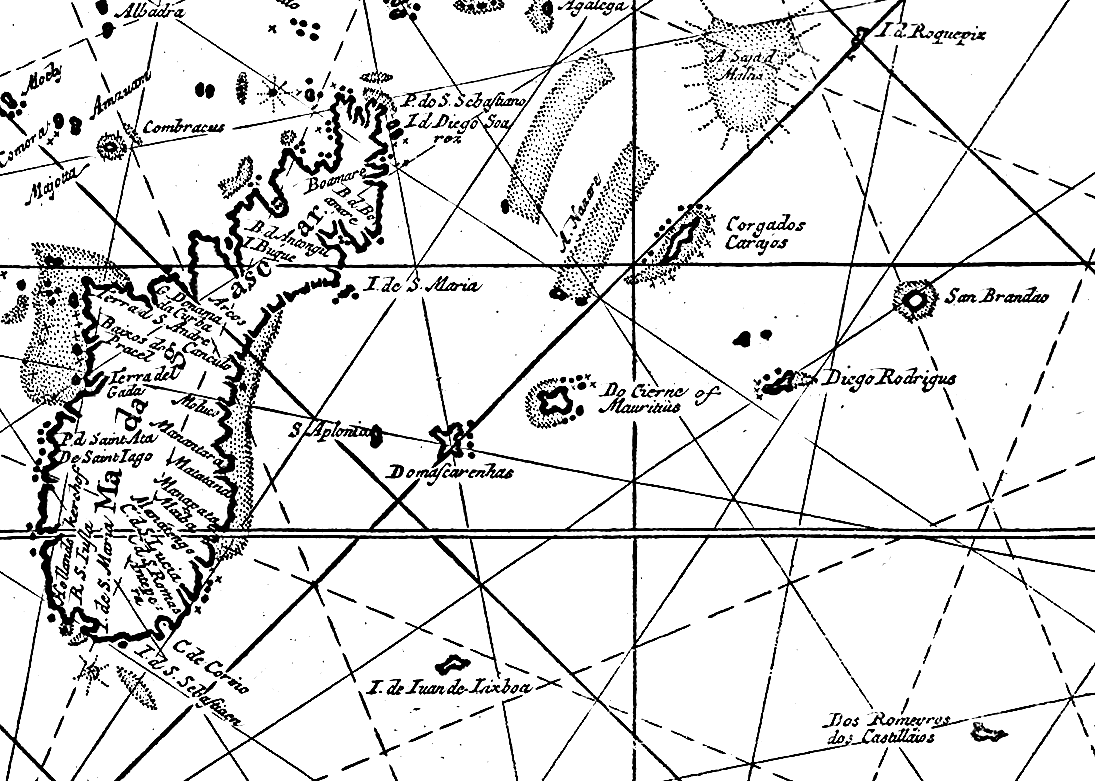
Juan de Lisboa als I. de Iuan de Lixboa südöstlich Madagaskars auf dem Ausschnitt einer Karte von Johannes van Keulen (1689)

## Eintragung in Karten
Juan de Lisboa ist auf einer Karte des niederländischen Kartographen Johannes van Keulen aus dem Jahr 1689 zu sehen, die den Indischen Ozean abbildet. Diese zeigt sie als I. de Juan de Lisboa südöstlich von Madagaskar.
Eine weitere Verzeichnung fand 1596 auf einer Karte Ostafrikas und des Indischen Ozeans von Jan Huygen van Linschoten als I. de Juan Lixboa statt.